# Marietta Barovier
Marietta Barovièr o Maria Barovier (Venezia, XV secolo – Venezia, ...) è stata un'artista, decoratrice, designer e vetraia italiana della Repubblica di Venezia.

## Biografia
Marietta Barovièr, figlia del più noto Angelo, nasce probabilmente a Murano nella prima metà del XV secolo. È nota per essere l'inventrice e la creatrice di una particolare murrina chiamata "perla rosetta". La rosetta è una perla che normalmente è composta da sei fasce di colore sovrapposte che risultano evidenti a causa della sua forma ovoidale. Il bianco-latte della sua parte centrale è solitamente circondato da una ruota dentata azzurra cui ne segue un'altra bianca; il quarto strato dentato è spesso di color rosso-cupo circondato a sua volta da un altro strato bianco. L'ultima coverta che riporta la canna alla forma cilindrica è costituita normalmente da uno strato azzurro o blu